# Adolfo Lubnicki
Adolfo Lubnicki, né le 25 juillet 1933 à Charata en Argentine et mort le 2 avril 2015, est un ancien joueur argentin naturalisé uruguayen de basket-ball.

## Palmarès
- Finaliste des Jeux panaméricains de 1955